# Carl Jagerspacher
Carl Jagerspacher (auch: Karl Jagerspacher; * 6. Juni 1844 in Wien; † 27. September 1921 in Gmunden) war ein österreichischer Fotograf, Maler und Erfinder sowie k.u.k. Hofphotograph sowie Hoffotograf der exilierten Welfenfamilie. Er war insbesondere im 19. Jahrhundert der führende Fotograf in Gmunden und Umgebung.

## Leben

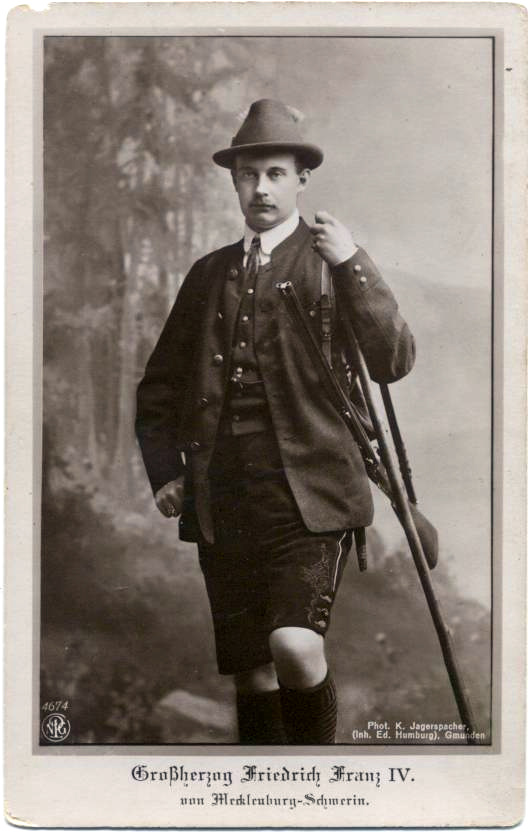
Großherzog Friedrich Franz IV. von Mecklenburg-Schwerin in Jägertracht vor gemalter Kulisse im Atelier Jagerspacher, Inhaber Ed. Humberg in Gmunden
(Kabinettfotografie Nr. 4674 der Neuen Photographischen Gesellschaft (NPG), um 1904)

Geboren 1844 in Wien, übernahm Carl Jagerspacher im Jahr 1866 die Leitung einer Atelier-Filiale des Fotografen von Josef Löwy im niederösterreichischen Baden bei Wien. 1868 wurde er Mitglied der Photographische Gesellschaft.
Von 1872 bis 1880 betrieb Jagerspacher ein erstes eigenes Atelier in Lehen, dann von 1880 bis 1909 in Gmunden (Photographisch artistische Anstalt). Parallel dazu betrieb er zeitweilig Filialen in Kammer am Attersee, Ebensee sowie Zell am See. Insbesondere in Gmunden fertigte Jagerspachers anfangs vor allem Porträt-Aufnahmen, dann auch Ansichten von Gmunden und Umgebung. Zudem nahm er folkloristische Motive in sein Programm auf, lichtete aber auch Ereignisse ab.
Daneben beschäftigte sich Jagerspacher auch mit der Aquarellmalerei, deren Anwendung er in den fotografischen Bereich einbrachte. Nach jahrelangen Versuchen meldete er verschiedene Patente auf die von ihm entwickelten sogenannten „Goldgrundbilder“ an.
1878 erhielt Jagerspacher für seine Arbeiten auf der in Wien gezeigten Gemeinschaftsausstellung Heraldisch-genealogisch-sphragistische Ausstellung ein Ehrendiplom.
1881 wurde Carl Jagerspacher zum k.k. Hof-Photographen ernannt. Um 1895 wurde er zudem zum Hoffotografen des Königs von Hannover, Georg V., ernannt.
1910 verkaufte Jagerspacher seinen Besitz in Gmunden und erwarb das Atelier Olga auf der Wiener Alserstraße. Im letzten Jahr des Ersten Weltkrieges gab er das Atelier 1918 jedoch wegen Krankheit auf und kehrte nach Gmunden zurück, wo er 1921 starb.
Von den Söhnen Jagerspachers wurden zwei Söhne ebenfalls Berufsfotografen, einer wurde Maler.